# Paul Meßner
Paul Meßner (* 19. März 1919 in Landshut; † 14. Dezember 2006 in Weimar) war ein deutscher Schriftsteller und ehemaliger Mitarbeiter der Nationalen Forschungs- und Gedenkstätten der Klassischen Deutschen Literatur in Weimar.

## Leben
Meßner übersiedelte nach dem Verbot der KPD in die DDR und lebte seit 1956 in Weimar. Vor seiner Übersiedelung schrieb er vornehmlich Landschaftsbücher. Nach seiner Übersiedelung stellt Weimar im schriftstellerischen Werk Meßners das Hauptthema dar. Seine Werke sind kulturhistorische Beiträge. Er war verheiratet mit der Schriftstellerin Annelies Paul (1920–2009). Wie seine Ehefrau veröffentlichte auch er mehrfach unter einem Pseudonym; dieses lautete Kurt Paul.

## Werke (Auswahl)
- Zwischen Ankunft und Abschied, Quartus-Verl., Bucha bei Jena 1998.
- Unsterbliches Gretchen : eine Marie-Seebach-Biographie, Wartburg-Verlag, Weimar 1995.
- Jenseits des Kreuzes: religionskritische Betrachtungen in Versform, Frieling-Verlag, Berlin 2001.
- Zus. mit Fritz Kühnlenz: Tourist Stadtführer-Atlas: Weimar. Hrsg.: Tourist Verlag. Tourist-Verlag, 1988.
- Das Deutsche Nationaltheater Weimar : e. Abriß seiner Geschichte ; von d. Anfängen bis Febr. 1945, Verlag Weimar : Ständige Komm. Kultur der Stadtverordnetenversammlung Weimar und des Kreistages Weimar-Land (=Tradition und Gegenwart 17), Weimar 1985.
- Bauten und Denkmale in Weimar : ihre Geschichte u. Bedeutung, Verlag Weimar : Ständige Komm. Kultur d. Stadtverordnetenversammlung - Weimar : Kreistag Weimar.